# ديكستر تاكر
ديكستر تاكر (بالإنجليزية: Dexter Tucker)‏ هو لاعب كرة قدم بريطاني، ولد في 22 سبتمبر 1979 في Pontefract ‏ في المملكة المتحدة. لعب مع هال سيتي.